# Franziska Reinhard
Franziska Reinhard (geboren am 30. Dezember 1969 in Hergiswil) ist eine Schweizer Politikerin (SP). Sie war von 2007 bis 2021 Grossrätin des Kantons Basel-Stadt.

## Leben
Reinhard ist in Hergiswil aufgewachsen. Sie ist ausgebildete Krankenpflegerin. Später folgten Aus- und Weiterbildungen als soziokulturelle Animatorin und in betriebswirtschaftlichem Management für Non-Profit-Organisationen.
Reinhard arbeitete von 2000 bis 2007 als Leiterin des Quartiertreffpunkts Burg und von 2007 bis 2014 als Projektleiterin Berufsbildung beim Gewerbeverband Basel-Stadt. 2007 gründete sie AMIE – Berufseinstieg für junge Mütter. Von 2007 bis 2019 war sie Geschäftsleiterin von AMIE. Seit 2019 ist sie Leiterin des Geschäftsfelds Betreuung Betagte und Mitglied der Geschäftsleitung des Bürgerspitals Basel.
Reinhard rückte 2007 für Noëmi Sibold in den Basler Grossen Rat nach. Sie war von 2008 bis 2013 Mitglied der Geschäftsprüfungskommission (GPK) und von 2013 bis 2021 der Bildungs- und Kulturkommission (BKK). Bei den Wahlen 2020 konnte sie aufgrund der kantonalen Amtszeitbeschränkung nicht mehr antreten und schied infolgedessen 2021 aus dem Parlament aus.